# Masahiko Nagasawa
Pour les articles homonymes, voir Nagasawa.
Masahiko Nagasawa (長澤雅彦, Nagasawa Masahiko), né le 28 février 1965 à Ōdate (préfecture d'Akita) est un réalisateur japonais.

## Biographie
Masahiko Nagasawa reçoit le prix du meilleur nouveau réalisateur pour son film Koko ni irukoto lors de l'édition 2002 du festival du film de Yokohama.

## Filmographie
- 1997 : Minagoroshi no tenshi (皆殺しの天使 ビデオの中に悪魔がいる?)
- 2001 : Koko ni iru koto (ココニイルコト?)
- 2002 : Seoul (ソウル?)
- 2002 : Sotsugyō (卒業?)
- 2003 : 13 kaidan (13階段?)
- 2005 : Aozora no yukue (青空のゆくえ?)
- 2006 : Yoru no pikunikku (夜のピクニック?)
- 2008 : Tengoku wa mada tōku (天国はまだ遠く?)
- 2013 : Tōku de zutto soba ni iru (遠くでずっとそばにいる?)
- 2014 : Koi (恋?)

## Distinctions
Sauf indication contraire, les informations mentionnées dans cette section peuvent être confirmées par la base de données cinématographiques IMDb,  présente dans la section « Liens externes ».

### Récompenses
- Prix du film Mainichi 2002 : grand prix Sponichi du nouveau talent pour Koko ni iru koto[2]
- Festival du film de Yokohama 2002 : meilleur nouveau réalisateur pour Koko ni iru koto

### Sélection
- Festival international du film de Tokyo 2002 : en compétition pour le grand prix avec Sotsugyō